# Santa Valburga (Ultimo)
Santa Valburga  (St. Walburg in tedesco) è il capoluogo del comune di Ultimo, nella media Val d'Ultimo, in Alto Adige. Il luogo, intitolato alla patrona della chiesa parrocchiale santa Valburga, si trova a 1190  m slm e conta circa 800 abitanti.

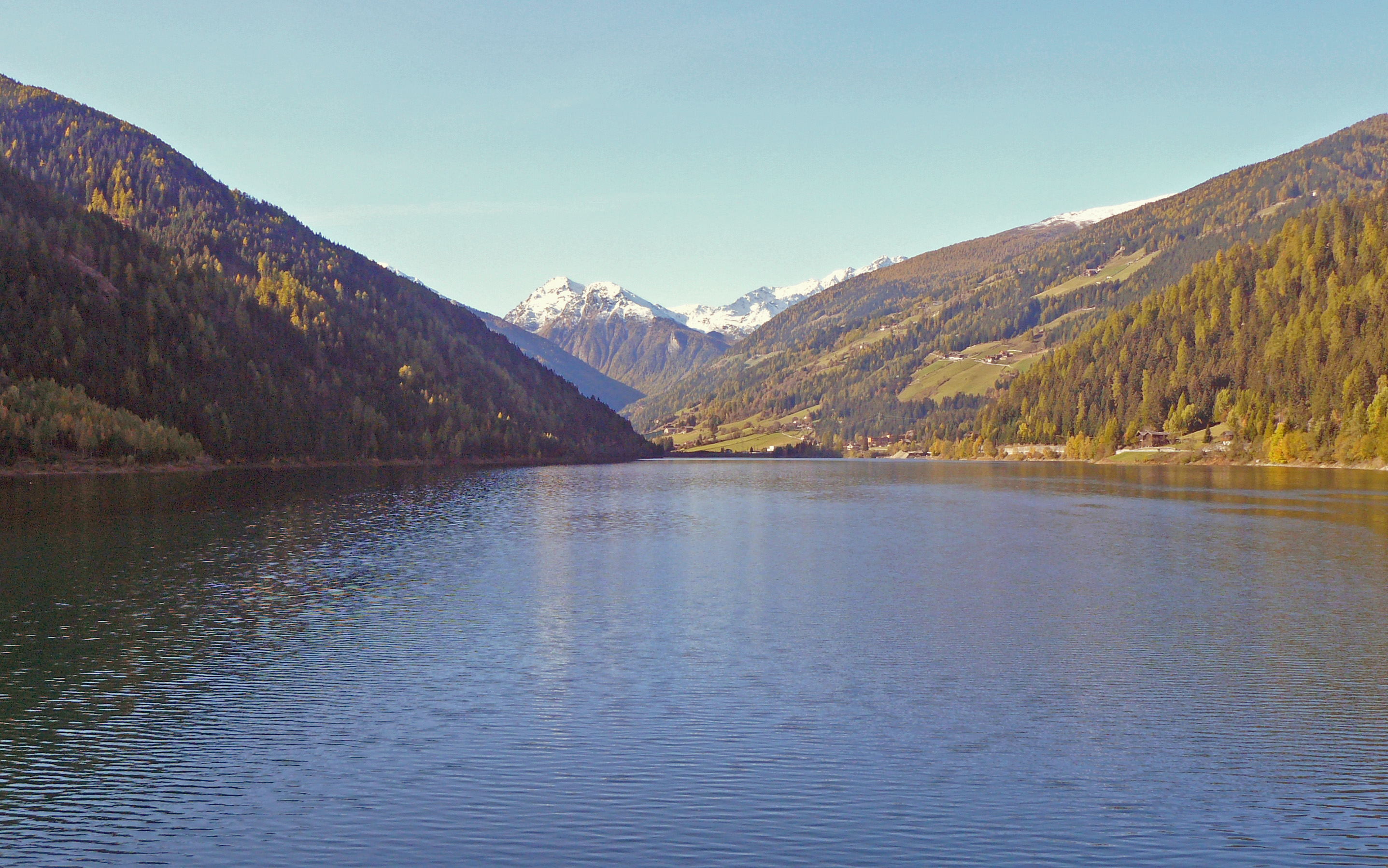
Lago di Zoccolo

## Storia
La devozione a Santa Walburga, sorella di Villibaldo di Eichstätt, era molto diffuso nel Medioevo. La chiesa parrocchiale di Santa Valburga in Val d'Ultimo è del 1278, come menzionata per la prima volta in un documento di papa Niccolò III. Un'altra menzione documentaria della chiesa, di cui la parte orientale delle pareti della navata e la torre con lesene , quattro fregi a tutto sesto, finestre acustiche ad arco acuto ed elmi quadrati, risale al 1318. Alla fine del XV secolo, fu aggiunto un coro gotico con volte a vela. Un altare è menzionato nel 1505, un altro nel 1755. La pala dell'altare maggiore barocco mostra l'Ascensione di Santa Valburga. Il pulpito barocco risale al 1795.
La navata fu ampliata di due campate nel 1843/44 utilizzando l'antico portale ovest. Nel 1926 la chiesa fu ampliata a nord di una navata laterale. Gli affreschi all'interno, dipinti nel 1947 da Peter Fellin di Merano, mostrano l'unzione di Valburga alla badessa di Heidenheim e la distribuzione del pane ai poveri da parte della santa. Sulla facciata esterna si trova un affresco di Rudolf Stolz (1874–1960; noto per la danza macabra nel cimitero di Sesto) del 1927, che mostra san Simeone il Vecchio con il bambino Gesù.
Il borgo si sviluppò intorno alla chiesa, che ancora oggi sorge su un colle all'ingresso del paese. Nel 1977 la chiesa fu danneggiata da un terremoto e poi messa in sicurezza con colonne di sostegno in granito.
Il tipico villaggio di insediamento sparso sta crescendo sempre più verso valle e si estende oggi fino al bacino idrico di Zoggler (creato negli anni '50).

## Monumenti e luoghi di interesse
- Chiesa di Santa Valburga

## Economia
Oltre al turismo e all'agricoltura di montagna, a Santa Valburga sono presenti diverse attività artigianali, tra cui la panetteria Ultner Brot, che esiste dal 1919. Il luogo dispone di un proprio impianto di riscaldamento per l'approvvigionamento termico.

## Istruzione
A Santa Valburga c'è una scuola elementare e una scuola media per il gruppo di lingua tedesca.